# Кюрт
Кюрт (рум. Chiurt) — село в Единецком районе Молдавии. Наряду с селом Старая Кетрошика входит в состав города Купчинь.

## География
Село расположено на высоте 132 метров над уровнем моря.

## Население
По данным переписи населения 2004 года, в селе Кюрт проживает 828 человек (390 мужчин, 438 женщин).
Этнический состав села:
| Национальность | Число жителей | Процентный состав |
| -------------- | ------------- | ----------------- |
| молдаване      | 800           | 96.62             |
| украинцы       | 23            | 2.78              |
| русские        | 4             | 0.48              |
| гагаузы        | 1             | 0.12              |
| Всего          | 828           | 100%              |